# Vivian Cheruiyot
Vivian Jepkemoi Cheruiyot (* 11. September 1983 in Keiyo) ist eine kenianische Langstreckenläuferin und Olympiasiegerin im 5000-Meter-Lauf.

## Karriere
Im Juniorenbereich errang sie zahlreiche Erfolge. Beim Juniorenlauf der Crosslauf-Weltmeisterschaften holte sie 2000 Gold und blieb von 1998 bis 2002 stets unter den ersten Fünf. 1999 holte sie Bronze beim 3000-Meter-Lauf der Juniorenweltmeisterschaften. Beim 5000-Meter-Lauf der Olympischen Spiele 2000 in Sydney belegte sie den 14. Platz. 2001 wurde sie über dieselbe Distanz Juniorenafrikameisterin und 2002 Dritte der Juniorenweltmeisterschaften. 2004 wurde sie bei den Crosslauf-Weltmeisterschaften Achte auf der Kurzstrecke.
2005 zog sie sich aus dem Wettkampfgeschehen zurück, um ihre Schulausbildung abzuschließen. 2006 und 2007 wurde sie Achte bei den Crosslauf-Weltmeisterschaften. Am 15. Juni 2007 blieb sie beim Weltrekordlauf von Meseret Defar mit 14:22,51 min ebenfalls unter der alten 5000-Meter-Rekordmarke und ist nun die zweitschnellste Frau aller Zeiten über diese Distanz. Bei den Weltmeisterschaften 2007 in Osaka gewann sie die Silbermedaille über 5000 Meter, auch hier nur von Defar geschlagen.
2008 wurde sie bei den Olympischen Spielen in Peking Fünfte über 5000 Meter. Ihren bislang größten Erfolg im Straßenlauf erzielte sie Anfang 2009 beim World’s Best 10K, wo sie in 31:12 min die Siegesserie von Lornah Kiplagat beendete.
Bei den Weltmeisterschaften 2009 in Berlin gewann sie am 22. August den Titel über 5000 Meter in 14:57,97 min. Wie schon 2007 gewann sie zum Saisonabschluss die San Silvestre Vallecana.
Zu Beginn der Saison 2010 wiederholte sie ihren Sieg beim World’s Best 10K. Bei den Hallenweltmeisterschaften in Doha gewann sie Silber über 3000 Meter, bei den Afrikameisterschaften in Nairobi und den Commonwealth Games in Nairobi jeweils Gold über 5000 Meter, und zum Saisonabschluss gewann sie die BOclassic. 2011 siegte Cheruiyot bei den Crosslauf-Weltmeisterschaften in Punta Umbria und führte die kenianische Mannschaft zum Gewinn der Nationenwertung. Bei den Weltmeisterschaften 2011 in Daegu siegte sie sowohl über die 5000 als auch über die 10.000 Meter. Damit war sie die einzige Teilnehmerin, die jeweils Gold in zwei Einzeldisziplinen gewann.
Ihr bis dahin größter Erfolg bei Olympischen Spielen gelang Cheruiyot 2012 in London, als sie über die 10.000 Meter Bronze gewann und im 5000-Meter-Finale zu Silber lief.
Bei den Weltmeisterschaften 2015 in Peking gewann Cheruiyot die Goldmedaille über 10.000 Meter.
Bei den Olympischen Spielen 2016 in Rio de Janeiro lief sie in 29:32,53 min zur Silbermedaille im 10.000-Meter-Lauf. Mit ihrer Zeit rückte sie auf Platz drei der ewigen Weltbestenliste vor, blieb aber dennoch weit hinter der Siegerin Almaz Ayana aus Äthiopien zurück, die mit 29:17,45 min den alten Weltrekord der Chinesin Wang Junxia aus dem Jahr 1993 um mehr als 14 Sekunden unterbot. Eine Woche später glückte Cheruiyot im Finale über 5000 Meter die Revanche, als sie in 14:26,17 min ihre erste olympische Goldmedaille gewann und ihre Landsfrau Hellen Obiri sowie die im Vorfeld klar favorisierte Ayana auf die Plätze verwies. Im September gewann sie das Halbmarathonrennen beim Great North Run in 1:07:44 Stunden.
Ab der Saison 2017 konzentrierte Cheruiyot sich auf Straßenläufe. Beim Lissabon-Halbmarathon wurde sie Zweite, nur knapp geschlagen von der Äthiopierin Mare Dibaba. Einen Monat später debütierte sie beim London-Marathon mit dem vierten Rang in 2:23:50 h über die Marathondistanz. Nach einem zweiten Platz beim Great North Run im September gewann sie Ende Oktober den Frankfurt-Marathon in 2:23:35 h.
Beim London-Marathon 2018 lief Cheruiyot in neuer persönlicher Bestleistung von 2:18:31 h zum Sieg.
2019 sagte die 36-jährige Athletin ihren geplanten Start beim Berlin-Marathon ab. Im Dezember wurde sie Vierte beim Valencia-Marathon.

## Persönliche Bestleistungen
- 1500 m: 4:06,6 min, 18. Mai 2012, Nairobi
- 2000 m: 5:31,52 min, 7. Juni 2009, Eugene
- 3000 m: 8:28,66 min, 23. September 2007, Stuttgart
  - Halle: 8:30,53 min, 21. Februar 2009, Birmingham
- 5000 m: 14:20,87 min, 29. Juli 2011, Stockholm
- 10.000 m: 29:32,53 min, 12. August 2016, Rio de Janeiro
- 10-km-Straßenlauf: 30:47 min, 26. Februar 2012, San Juan
- Halbmarathon: 1:06:34 h, 17. März 2019, Lissabon
- Marathon: 2:18:31 h, 29. April 2018, London

## Auszeichnungen
- 2012: Laureus World Sports Awards/Weltsportlerin des Jahres